# Helvecia (Argentina)
Helvecia is een plaats in het Argentijnse bestuurlijke gebied Garay in de provincie Santa Fe. De plaats telt 8.510 inwoners.